# 千葉工業大学工学研究所
千葉工業大学工学研究所（ちばこうぎょうだいがくこうがくけんきゅうしょ）は千葉工業大学が1970年(昭和45年)から1975年(昭和50年)にかけて、社会貢献を目的に設置した研究所。

## 研究所設置の目的
- 科学技術についての学理並びに応用に関する研究および調査
- 前項に関する研究・調査
- その他本研究所の目的を達成するために必要な事業

## 沿革
- 1969年（昭和44年）8月1日 - 千葉工業大学工学研究所設置審議会が発足
- 1970年（昭和45年）
  - 5月8日 - 東京事務所に千葉工業大学研究所設置準備事務所を設置
  - 7月18日 - 千葉工業大学研究所運営委員会が設置。同設置審議会委員の福田武雄、千葉喜美、鳥居鉄也教授らに運営委員を委嘱
- 1972年（昭和47年）3月1日 - 福田武雄教授が研究所所長に就任

## 組織

### 研究所
- 福田武雄

### 主な研究員
- 鳥居鉄也（工業化学科教授）
- 橋本甲四郎（工業化学科教授）
- 清水紀夫（工業化学科講師）
- 柳田博明（工業化学科非常勤講師）
- 羽倉弘人（工業化学科教授）
- 島田吉英（工業化学科教授）
- 宮田進（工業経営学科教授）
- 峰岸知也（金属工学科教授）
- 福士幸雄（基礎科学科教授）
- 園部泰寿（建築学科教授）
- 大島久次（建築学科教授）
- 永盛峰雄（土木工学科教授）

## 主に実施した研究・調査
千葉市域の河川・海域などの水質分析
- 担当研究員:島田吉英教授
- 千葉市役所からの委託

工場、事業所などの工業排水や生活廃水による水質汚染の実態を調査し、保全活動に役立てるための研究
軽金属複合材製造のための実用化研究
- 担当研究員:峰岸知也
- 軽金属複合材技術研究組合空の委託

圧電素子をもつライターのガスクロマトグラフによる特性研究
- 担当研究員:福士幸雄
- プリンス工業株式会社

ガス圧およびその性状変化の測定や改質部品による諸特性の測定を行い、ライター改善のためのデータの収集を目的とした研究
千葉県東京湾都市におけるモデル構造物等の被害想定のための基礎調査
- 担当研究員:永盛峰雄
- 友納武人知事からの委託

関東大震災クラスの地震が起きた場合の千葉県での被害想定のための調査。この研究では大地震での激烈な被害が予想される館山地方をはじめとする東京内湾に面した地域（主に船橋市をモデルケースに）を対象に調査を行った。

## 関連組織
- 未来ロボット技術研究センター

- 惑星探査研究センター

- 人工知能ソフトウェア技術研究センター

- 次世代海洋資源研究センター